# Голене (Ровиго)
Голене је насеље у Италији у округу Ровиго, региону Венето.
Према процени из 2011. у насељу је живело 24 становника. Насеље се налази на надморској висини од 3 м.